# 芒特瓦利鎮區 (愛荷華州溫納貝戈縣)
芒特瓦利鎮區（英語：Mount Valley Township）是位於美國愛荷華州溫納貝戈縣的一個行政鎮區。

## 地方資料
根據2010年美國人口普查的數據，芒特瓦利鎮區的面積為93.82平方千米，當中陸地面積為93.81平方千米，而水域面積為0.01平方千米。當地共有人口565人，而人口密度為每平方千米6.02人。